# توبقال
توبکال(Berber: ⴰⴷⵔⴰⵔ ⵏ ⵜⵓⴱⵇⴰⵍ, Adrar n Tubqal; عربی: جبل توبقال) بلندترین قله کشور مراکش و رشته کوه اطلس محسوب می‌شود.

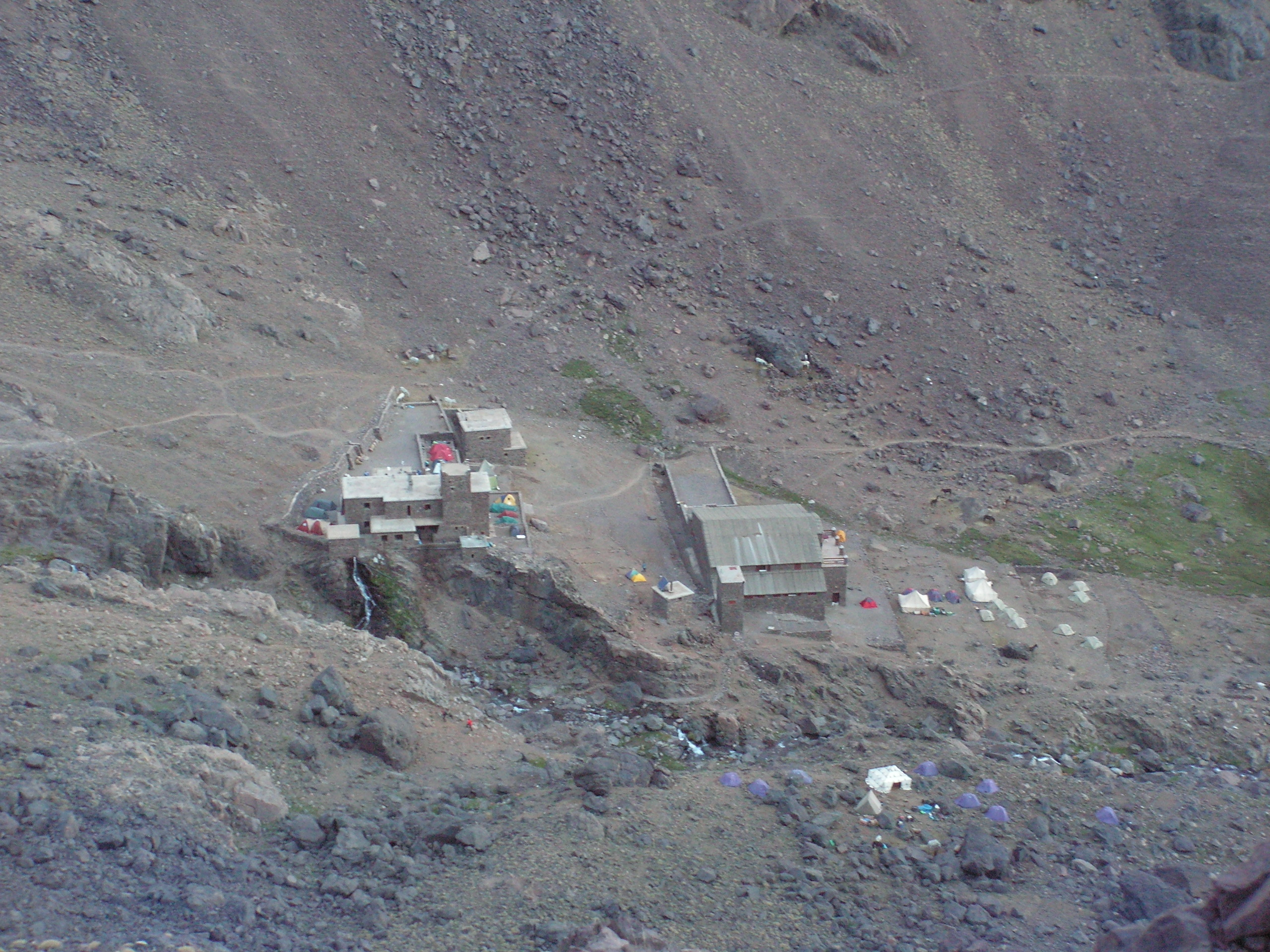
پناهگاه های سنگی کمپ کوهنوردان.

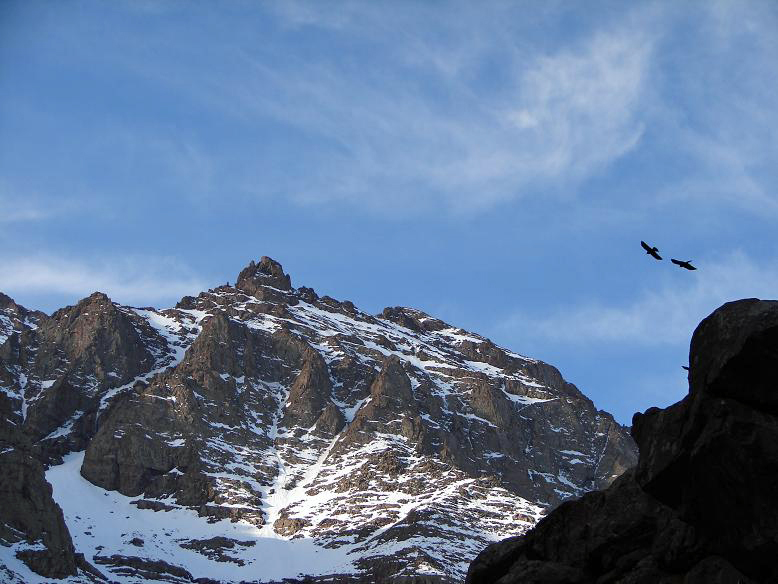
پرواز پرندگان بر فراز مسیر دستیابی به قله.

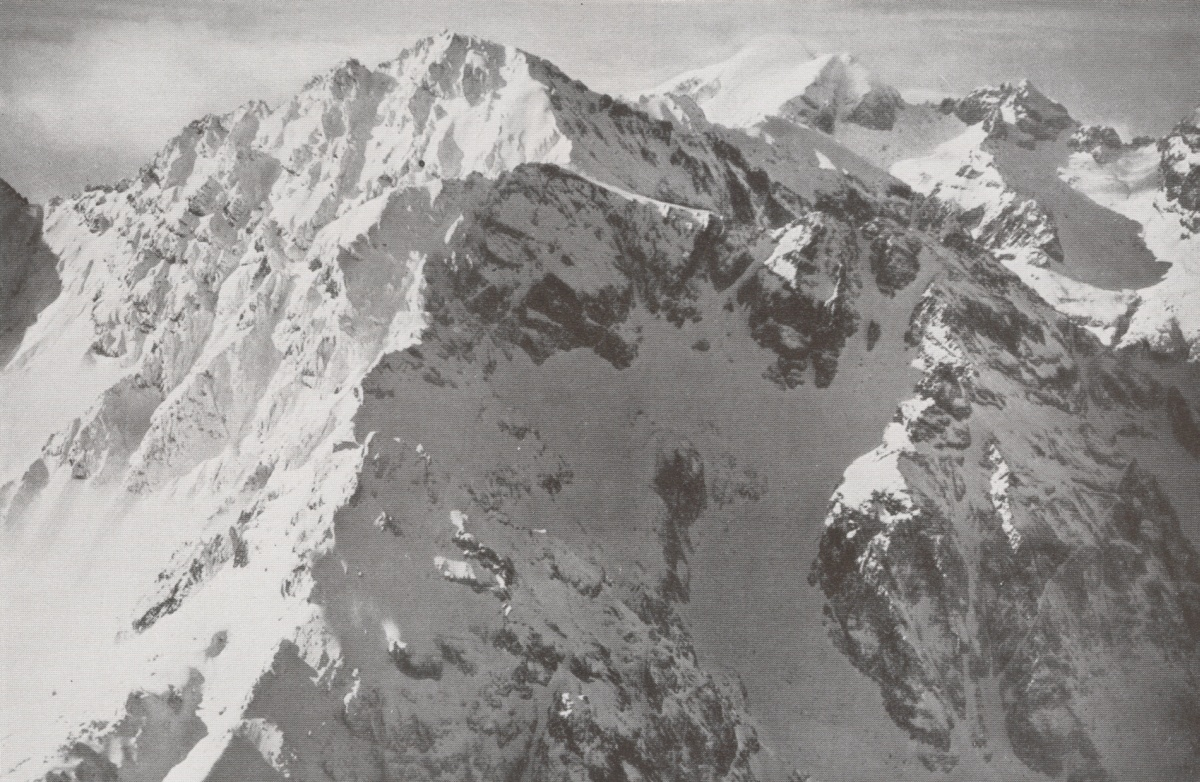
جبل توبقال در دسامبر ۱۹۳۰.عکسی هوایی که توسط خلبان و عکاس سوئیسی والتر میتلهولتزر برداشته شده است.

عکس سراسرنما از قله.